# 无线入侵防御系统
无线入侵防御系统（英語：wireless intrusion prevention system，缩写WIPS）是一种网络设备，可以监测无线电频谱中是否存在未经授权的無線接入點（入侵检测），并可自动采取对策（入侵防御）。

## 目的
WIPS的主要目的是防止未经授权的网络通过无线设备访问的局域网和其他信息资产。
有大量僱傭的大型组织特别容易受到恶意接入点导致的安全威胁。如果一名可信员工引入了一台容易接触的无线路由器，则整个网络都可能暴露给信号范围内的任何人。
2009年7月，PCI安全标准委员会（PCI Security Standards Council）为PCI DSS发布了无线网指南，推荐大型组织使用WIPS自动进行无线网扫描。

## 入侵检测
无线入侵检测系统系统（WIDS）监测无线电频谱上是否存在未经授权的恶意接入点和无线网攻击工具，并在检测到非法接入点时立即通知系统管理员。这通常以比较有关无线设备的MAC地址来实现。
恶意设备可以将自己的MAC地址伪造为已授权网络设备的地址。新兴研究使用无线电指纹清除伪造了MAC地址的设备。

## 入侵防御
除了入侵检测外，WIPS还包括自动防御威胁的功能。对自动化防御来说，这需要WIPS准确检测并自动分类威胁。
一个优秀的WIPS可以防止以下类型的威胁：
- 非法接入点（英语：Rogue access point） – WIPS应该了解非法接入点与外部（邻居）接入点的区别
- 配置错误的接入点（AP）
- 客户端失误
- 未经授权的联系
- 中间人攻击
- Ad hoc網路
- MAC欺骗
- 蜜罐/邪恶的双胞胎攻击（英语：Evil twin (wireless networks)）
- 阻斷服務攻擊